# Giddings
Giddings és una ciutat, seu del Comtat de Lee, a l'estat de Texas. Segons el cens del 2000 tenia 5.105 habitants.

## Demografia
Segons el cens del 2000, Giddings tenia 5.105 habitants, 1.639 habitatges, i 1.125 famílies. La densitat de població era de 382,7 habitants per km².
Dels 1.639 habitatges en un 38,1% hi vivien nens de menys de 18 anys, en un 52,8% hi vivien parelles casades, en un 11,4% dones solteres, i en un 31,3% no eren unitats familiars. En el 27,6% dels habitatges hi vivien persones soles el 13,5% de les quals corresponia a persones de 65 anys o més que vivien soles. El nombre mitjà de persones vivint en cada habitatge era de 2,74 i el nombre mitjà de persones que vivien en cada família era de 3,39.
Per edats la població es repartia de la següent manera: un 31,3% tenia menys de 18 anys, un 13,5% entre 18 i 24, un 24,7% entre 25 i 44, un 15,7% de 45 a 60 i un 14,9% 65 anys o més.
L'edat mediana era de 29 anys. Per cada 100 dones de 18 o més anys hi havia 98,7 homes.
La renda mediana per habitatge era de 31.046$ i la renda mediana per família de 37.115$. Els homes tenien una renda mediana de 27.370$ mentre que les dones 21.706$. La renda per capita de la població era de 14.768$. Aproximadament el 13,8% de les famílies i el 15,3% de la població estaven per davall del llindar de pobresa.

## Poblacions properes
El següent diagrama mostra les poblacions més properes.